# Jacques Laudy
Jacques Laudy, né le 7 avril 1907 à Schaerbeek (Bruxelles) et mort le 28 juillet 1993 à Woluwe-Saint-Lambert (dans la même région), est un peintre et dessinateur belge de bande dessinée, auteur des séries Hassan et Kaddour et d'adaptations en bande dessinée d'œuvres littéraires comme Les Quatre fils Aymon, Rob Roy ou David Balfour.
Ce dessinateur classique, perpétuant un genre de graphisme illustratif inspiré par Arthur Rackham ou Anton Pieck, est un des fondateurs du journal Tintin en 1946 avec Hergé, Jacques Van Melkebeke, Edgar P. Jacobs et Paul Cuvelier. Son physique inspire à Edgar P. Jacobs le personnage de Francis Blake dans la série de bande dessinée Blake et Mortimer.

## Biographie

### Jeunesse
Jacques Laudy naît le 7 avril 1907 à Schaerbeek, une commune bruxelloise. Il est issu d'une famille de peintres, son père Jean Laudy, originaire des Pays-Bas, est un dessinateur et un peintre reconnu, l’un des portraitistes officiels d’Albert Ier et de la famille royale belge, et sa mère Hélène Demoulin est également peintre et aquarelliste.
La famille vit dans une maison du Tomberg à Woluwe-Saint-Lambert, où Hergé a également passé une grande partie de sa vie.
Alors qu'il étudie à l'Académie royale des beaux-arts de Bruxelles — où l'un de ses professeurs est le peintre et sculpteur Constant Montald — dès l'âge de 14 ans, il se lie d'amitié avec Jacques van Melkebeke et Edgar Pierre Jacobs, deux artistes dont la carrière se lie à celle de Laudy dans les décennies à venir. Les trois amis partagent une passion pour les armes anciennes et réalisent des portraits l'un de l'autre,.
Parmi ses principales influences graphiques figurent des illustrateurs classiques comme Arthur Rackham et les peintres Louis Buisseret, Alfred Moitroux et Anton Pieck.

### Intérêt pour l'Écosse
Laudy marque un vif intérêt pour l'Écosse à la fin des années 1920 et en particulier pour la fabrication de cornemuses. Il passe ses vacances chaque année en Écosse d'où il ramène un magnifique costume d’Highlander rehaussé d’argent et de pierreries. Il se rend régulièrement à Édimbourg chez le facteur d'instruments de cornemuse Andrew Ross et il fabrique et restaure personnellement plus de 200 instruments au cours de sa vie.
Il s'en inspire régulièrement ainsi que de Sir Walter Scott pour les histoires humoristiques qu'il produira ultérieurement. Il était prévu de rassembler les nombreux croquis et aquarelles qu'il a réalisés d'Édimbourg dans un livre intitulé Les Rues d'Édimbourg en 1984, mais ce projet n'a pas abouti en raison de l'incendie ayant ravagé les films chez l'imprimeur.

### Les débuts
Laudy commence sa carrière dans la bande dessinée et l'illustration à l'âge de 33 ans. Ses premières illustrations paraissent en 1940 dans Pro Juventute, la fondation pour le bien commun de la jeunesse, créée en 1938 par le baron et philanthrope Louis Empain.

### Bravo!
Laudy n’ayant plus de ressources à cause de l’occupation, il est introduit par Jean Dratz — un ami de son père, surnommé le Dubout belge — dans Bravo !, il y retrouve son ami James Thiriar, dont la mère est écossaise, et comme lui grand amateur d’uniformes et d’armures. Il illustre la couverture du premier numéro, puis il contribue régulièrement à l’hebdomadaire pour la jeunesse de Jean Meuwissen où il livre des couvertures, des illustrations de nouvelles et de contes en 1940. Il présente également Jacobs au directeur artistique de Bravo !, le peintre Jean Dratz, et joue ainsi un rôle déterminant dans les débuts de son ami dans la bande dessinée. Jacobs auquel il servit de modèle pour le personnage de Lord Calder dans Le Rayon U. Laudy finit par s'aventurer lui-même dans la bande dessinée, par nécessité, avec les trois récits humoristiques Les Aventures de Bimelabom et Chibiche (1944-1946) et Gust le Flibustier (1946-1948), un coureur des mers vivant des aventures abracadabrantes à rapprocher de celles du Baron de Münchhausen, où il se projette.
Après la Libération, Laudy fait des apparitions dans le magazine flamand ABC (Trotsart de moedige ridder en 1944-1945) et dans Le Petit Monde.
Laudy crée également la série de bande dessinée Buonamico dans Grand Cœur, ainsi que des illustrations et Pietje Bovenkast pour Graphica. Il use du pseudonyme de Al. Jingle pour certains de ses travaux de l'époque.

### Illustrateur
Jacques Laudy illustre les nouvelles de l'écrivain russe Ivan Tourgueniev, traduites par Prosper Mérimée : Étrange histoire, Le Chien, Apparitions, Le Juif, Petouchkov reprises en recueil publié aux éditions La Boétie en 1944 et Discours de la servitude volontaire d'Étienne de La Boétie publié chez le même éditeur en 1947.

### Le journalTintin
En 1946, Hergé réunit près de lui les auteurs dont il apprécie le travail, Laudy participe ainsi au lancement de l'édition belge du journal Tintin. Pour les premiers numéros de l'hebdomadaire, il fait des adaptations en bande dessinée du conte médiéval Chanson des quatre fils Aymon Les Quatre Fils Aymon,, une œuvre de plus de 60 planches (1946-1947) et du livre de Walter Scott sur le hors-la-loi écossais Robert Roy MacGregor (1947-1948).

### Hassan et Kadour
Son œuvre la plus connue est cependant Hassan et Kadour, une œuvre empreinte de fantastique et de merveilleux. Il met en vedette deux jeunes chenapans arabes.
Le premier album Le Voleur de Bagdad qui se déroule dans l'ancienne Arabie, un décor comparable à celui des Mille et Une Nuits. Dans les histoires suivantes, les deux garçons se sont souvent retrouvés à des époques différentes, sans raison particulière autre que celle de la fantaisie de son créateur. Six histoires sont ainsi publiées dans Tintin jusqu'en 1962. Les deux premières ont été écrites par Jacques Van Melkebeke sous le pseudonyme de J. Alexander. Une dernière aventure intitulée Chasseurs de Chimères paraît dans Tremplin en 1960-1961, mais il est possible que cette histoire soit du seul Van Melkebeke.

### Autres contributions
En 1952, Laudy interrompt cette série pour réaliser une adaptation en bande dessinée du roman de Robert Louis Stevenson Enlevé ! : David Balfour, son chef-d'œuvre de colorisation pour lequel il utilise l'aquarelle — technique jusque là inusitée—, d'après un scénario d'Yves Duval, technique jusque là inusitée que quelques nouvelles. Pour Tintin, Laudy réalise également des bandes dessinées publicitaires pour des produits comme les stylographes et l'encre Stephens (1947), le chocolat Côte d'Or (Monsieur Cotdor, 1949-1951) et les vélos Ajax (1949-1951) ainsi que des illustrations de romans ou nouvelles d'Alfred de Vigny, Mark Twain, Jerome K. Jerome ou Selma Lagerlöf.

### Ons Volkske
Laudy est présent également dans le journal flamand Ons Volkske entre 1951 et 1956 avec des pages de bande dessinée repris dans l'album Silhoueten publié aux éditions BD Blues en 1981, et dans le journal Le Soir de manière sporadique avec des histoires historiques de 1956 à 1965.
Pour Petits Belges il illustre des épisodes de la vie de l'empereur Charles Quint avec L'Histoire comique de Charles Quint — une fine allusion à l'œuvre de Michel de Ghelderode Histoire comique de Keizer Karel, telle que la perpétuèrent jusqu’à nos jours, les gens de Brabant et de Flandre — (1954-55) et ainsi que des bandes dessinées reprenant des légendes populaires belges (1956-1958).
Ces légendes sont reprises dans le journal La Libre Belgique en 1987 sous le titre Légendes de Belgique. Il campe également deux personnages l'un gros et l'autre mince, amis proches ou se querellant dans Silhouetten dans un style frais et particulier selon Danny De Laet.

### En retrait
Le parcours artistique de Laudy a souvent conduit à une approche non conventionnelle de la bande dessinée. Poète, individualiste et artiste peu discipliné, il n'eut pas l'heur de plaire au directeur artistique de Tintin.
Il rendait ses phylactères rectangulaires plutôt que ronds, par exemple. Hassan et Kaddour n'avait pas non plus de cadre permanent.
Les personnages apparaissent dans différents lieux à différentes époques d'une histoire à l'autre, seul Bob et Bobette de Vandersteen fait de même, également sans fournir d'explication appropriée.
Cela ne convenait pas à Hergé, toujours dogmatique, qui voulait que toutes les bandes dessinées de Tintin suivent une certaine norme et aient un sens logique.
Leurs disputes fréquentes sont probablement l'une des raisons pour lesquelles Laudy quitte le monde de la bande dessinée en 1962 et a consacré le reste de sa carrière à faire de la peinture et des cornemuses.
Il est même devenu un portraitiste à succès, entre autres du Shah d'Iran Mohammad Reza Pahlavi et de son épouse l'impératrice Farah Diba d'après photo. Même son ancien patron Hergé a posé pour un portrait.
Laudy a quelque peu sombré dans l'oubli au cours des décennies suivantes. Son œuvre se limitant à des publications dans des magazines, dont la plupart n'ont jamais parus en albums pourtant programmés au Lombard comme l'attestent certains 2e plats, il est encore souvent négligé.
Même lorsque de petits éditeurs ont commencé à publier ses bandes dessinées en album, le tirage en est limité.
Laudy reçoit pour l'ensemble de son œuvre le prix du jury des prix Saint-Michel en 1974 (assimilé ultérieurement au Grand Prix Saint-Michel) et le Crayon d'or décerné par le CANAB (Cercle des amis du neuvième art de Bruxelles) en 
1993. Il est élevé à la dignité de chevalier de l'ordre de Léopold en 1991, puis élevé au titre de baron par le roi Baudouin.
En septembre 1992, Le Centre belge de la bande dessinée lui rend hommage avec une exposition rétrospective.
Outre le dessin, Jacques Laudy est un collectionneur d'armes et un joueur de cornemuse. Il se refuse à prendre l'ascenseur, d'ailleurs Numa Sadoul dit de lui « C’est un homme du Moyen Âge. ».

### Décès
Jacques Laudy meurt le 28 juillet 1993 à Woluwe-Saint-Lambert (Bruxelles), à l'âge de 86 ans,. Ève Calingaert lui rend hommage et en dresse le portrait d'un homme modeste refusant les interviews dans un article du journal Le Soir du 28 août 1993.

### Héritage et influence
En 1993, son dernier ouvrage Le Royaume d'Edgar J qui conte l'amitié qui le lia à Edgar P. Jacobs, alias « le rossignol de Maelbeek » dans leur jeunesse, ainsi que les vagabondages et les aventures qu'ils vécurent ensemble dans le Bruxelles des années trente et quarante, est publié de manière posthume aux éditions Loempia. Il comporte ses souvenirs d'Édimbourg et du village côtier flamand Klemskerke, qu'il visitait régulièrement depuis son enfance.
Selon Patrick Gaumer : « Son œuvre empreinte de poésie et de fantastique peut pourtant être classée parmi l'une des plus originales du 9e art. » et pour Didier Pasamonik un nom mythique de l'École de Bruxelles.
En raison de son travail limité dans la bande dessinée, Laudy n'a influencé que quelques jeunes artistes, parmi lesquels Laurent Parcelier.

### Vie privée
Jacques Laudy vivait à Woluwe-Saint-Lambert, il a deux filles prénommées Lucy et Edith.

## Œuvres

### Albums de bande dessinée

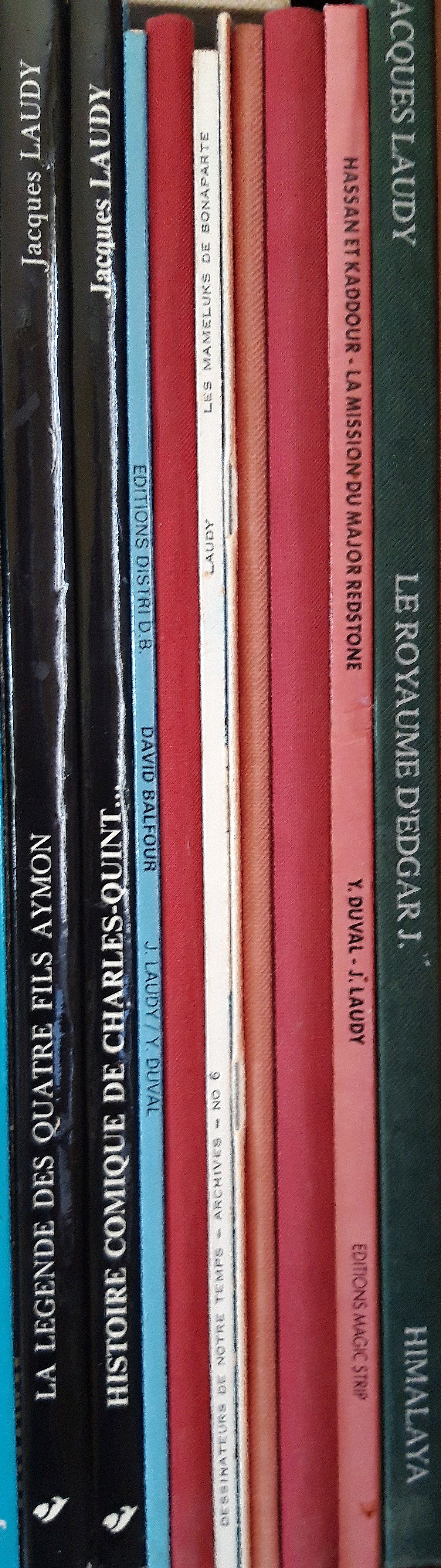
Livres de Jacques Laudy.

#### Les huit aventures deHassan et Kaddour
- 1. Le Voleur de Bagdad, scénario Jacques Alexander (pseudonyme de Jacques Van Melkebeke), Bédéscope, 1978 (1 000 ex.)
- 2. Le Miroir Enchanté, Bédéscope, coll. « Prestige », Bruxelles, 1983
Scénario : Jacques Alexander - Dessin et couleurs : Jacques Laudy — (1 000 ex.)
- 3. Les Mameluks de Bonaparte, éd. RTP SA (Distri B.D.), coll. « Archives » no 6, 1975 — (2 000 ex.)
- 4. Les Émeraudes du Conquistador, scénario Jacques Alexander, Bédéscope, 1978
- 5. Chasseurs de Chimères, non publié en album (uniquement dans Tremplin en 1960)
- 6. Le Vœu Magique, scénario Jacques Alexander, Bédéscope, coll. « Prestige », 1980 (1 000 ex.)
- 7. 1 - La Mission du Major Redstone, scénario Yves Duval, Bédéscope, 1978 
  - 7. 2 - La Mission du Major Redstone, scénario Yves Duval, Magic Strip, coll. « Himalaya », 1986 (rééd.)
- 8. L'Amulette suédoise (histoire incomplète).

#### Autres
- La Légende des quatre fils Aymon, éd. Jonas, 1979 (500 ex., histoire parue dans Journal Tintin édition belge, de 1946 à 1947)
- Histoire comique de Charles Quint, et autres contes, éd. Jonas, 1979 (500 ex., récits de 1953 à 1958, dans Petits Belges)
- David Balfour, scénario Yves Duval d'après Robert Louis Stevenson, coll. « Archives » no 19, éd. Distri B.D., 1980 (2 000 ex.)
- Silhouetten[18] [« Silhouettes »], Gand, éd. Blues, 1981 (500 ex.)
- Jacques Laudy, Le Royaume d'Edgar J, S.l, Loempia, coll. « Himalaya », 1993, 93 p. (ISBN 978-2-803-50288-2, OCLC 416019738, présentation en ligne) (illustrations des souvenirs de jeunesse de l'auteur avec Edgar P. Jacobs)
- Piron, Dictionnaire des artistes et plasticiens de Belgique des XIXe et XXe siècles, Lasnes, Éditions Arts in Belgium, vol. 2, p. 30-1.

### Courts récits non publiés en albums
- Elegast, le Chevalier Noir[1], 5 planches (1953)[13] ;
- Le Drakkar fantôme[1], 5 planches (1953)[13] ;
- Guillaume Tell[1], 4 planches (1954)[13] ;
- L'Alléluia de Werner Klein, 4 planches (1961)[13].

### Collectifs
- Images du scoutisme - 50 ans de calendrier FSC[26], FSC, Bruxelles, 1991
Scénario et couleurs : collectif - Dessin : collectif dont Jacques Laudy,Préface : Stéphane Steeman. Participation : octobre 1977.

### Illustration
- Nouvelles : Étrange histoire, Le Chien, Apparitions, Le Juif, Petouchkov, Ivan Tourgueniev, Prosper Mérimée (traducteur), Bruxelles, éd. La Boétie, 1944 (OCLC 32454950) ;
- Discours de la servitude volontaire, Étienne de La Boétie, Bruxelles, éd. La Boétie, 1947 (OCLC 490440407).

### Expositions
- Centre belge de la bande dessinée, Bruxelles en septembre 1992[8]
- Jacques Laudy, Médialude, Saint-Apollinaire (Côte-d'Or) du 6 janvier au 14 février 2015[27].

### Catalogue d'exposition
- Art et innovation dans la bande dessinée européenne[28], Éditions De Buck, Bruxelles, juin 1987
Scénario et couleurs : collectif - Dessin : collectif dont Jacques Laudy -  (ISBN 2-87153-004-1),Catalogue de l'exposition éponyme au Musée d'art contemporain de Gand (4 juillet au 6 septembre 1987).

### Collections publiques
3 œuvres de cet artiste sont conservées au Centre belge de la bande dessinée et font partie du patrimoine mobilier de la région Bruxelles-Capitale.

## Réception

### Prix et distinctions
- 1974 :  Grand Prix Saint-Michel pour l'ensemble de son œuvre[30] ;
- 1991 :  Chevalier de l'ordre de Léopold en décembre comme auteur ayant plus de vingt ans de carrière[20].
- 1993 :  Crayon d'or décerné par la CANAB[31].

### Postérité
En septembre 1999, la poste belge émet pour la philatélie de la jeunesse un timbre Hassan et Kaddour. Le Centre belge de la bande dessinée qui célèbre son dixième anniversaire rend hommage à huit grands auteurs de bande dessinée dont Jacques Laudy dans l'album Hommage - 9 timbres pour le 9e art.
Willy Vandersteen lui rend hommage et lui fait un clin d'œil dans son album Bob et Bobette : Le Fantôme espagnol en 1948 où il le fait apparaître en joueur de cornemuse.
Avec l'apparition du Capitaine Francis Blake, dès le premier numéro de Tintin en 1946, Edgar P. Jacobs lui rend un hommage et ce pour l’éternité ! 

#### Livres
: document utilisé comme source pour la rédaction de cet article.
- Jean Van Hamme, Introduction à la bande dessinée belge, Bruxelles, Bibliothèque royale de Belgique, 1968, 80 p., ill. ; 26 cm (lire en ligne), p. 32[catalogue] publié à l'occasion de l'exposition La bande dessinée en Belgique, Bibliothèque Albert Ier, [Bruxelles], du 29 juin au 25 août 1968.
- Claude Moliterni, Histoire mondiale de la bande dessinée, Paris, P. Horay, 1989, 315 p., ill. ; 37 cm (ISBN 978-2705800970 et 2705801650, OCLC 300909966), p. 157, 162 lire sur Google Livres
- Henri Filippini, Dictionnaire de la bande dessinée, Paris, Bordas, 1989, 731 p., ill. ; 27 cm (ISBN 2-04-018455-4, OCLC 1244909550, BNF 35065653), p. 237, 238.
- Jean-Louis Lechat, Un demi-siècle d’aventures t. 2 : 1970 - 1996, Bruxelles, Le Lombard, 5 décembre 1996, 224 p., ill. ; 31 cm (ISBN 280361233X, OCLC 37995939, BNF 37539082, présentation en ligne), p. 36, 94, 160, 166, 178. .
- Jacques Fiérain, « Laudy, Jacques », dans La BD à Bruxelles et en Brabant, Charleroi, Éd. l'Âge d'or, avril 2003, 144 p., ill. ; 31 cm (ISBN 9782960119664 et 2960119665, OCLC 470388171, présentation en ligne), p. 90.
- Patrick Gaumer, « Laudy Jacques », dans Dictionnaire mondial de la BD, Paris, Larousse, 2010, 953 p., ill. ; 27 cm (ISBN 978-2-0358-4331-9 et 2-0358-4331-6, OCLC 920924930, présentation en ligne), p. 509-510. .
- Frans Lambeau, « Laudy, Jacques », dans Dictionnaire illustré de la bande dessinée belge sous l'Occupation, Bruxelles, André Versaille, 2013, 334 p., ill. ; 21 cm (ISBN 978-2-87495-140-4 et 2874951404, OCLC 851512115, présentation en ligne), p. 168.
- Frans Lambeau, « Laudy, Jacques », dans Dictionnaire illustré de la bande dessinée belge : de la libération aux fifties (1945-1950), Liège, Les Éditions de la Province de Liège, 2016, 327 p., ill. ; 27 cm (ISBN 9782390100294 et 2390100295, OCLC 949771202, présentation en ligne), p. 174-175.
- Frans Lambeau, « La Légende des quatre fils Aymon », dans Dictionnaire illustré de la bande dessinée belge : de la libération aux fifties (1945-1950), Liège, Les Éditions de la Province de Liège, 2016, 327 p., ill. ; 27 cm (ISBN 9782390100294 et 2390100295, OCLC 949771202, présentation en ligne), p. 175-176.
- Philippe Mellot, Michel Denni, Laurent Turpin et Isabelle Morzadec, Trésors de la bande dessinée : BDM 2023-2024 - Catalogue encyclopédique et Argus, Paris, Les Arènes, novembre 2022, 23e éd., 1677 p., ill. ; 23 cm (ISBN 9791037507280, OCLC 1351462460, présentation en ligne), p. 367, 581, 592, 733, 1100, 1150. .

#### Périodiques
- Franz Van Cauwenbergh, « BD Flash : Un pionnier de la BD belge : Jacques Laudy », Rêve-en-Bulles, A.D.A.C.B.D., no 6,‎ octobre-novembre 1993, p. 18.
- Louis Cance, « Remember Jacques Laudy », Hop !, Aurillac, AEMEGBD, no 58,‎ 1er octobre 2003 (ISSN 0768-9357).